# Morciano di Leuca
Morciano di Leuca är en ort och kommun i provinsen Lecce i regionen Apulien i Italien. Kommunen hade 3 247 invånare (2017).